# امامزاده هاشم تیرتاش
امامزاده هاشم تیرتاش مربوط به دوره تیموریان است و در شهرستان گلوگاه، بخش کلباد، دهستان کلباد شرقی، تپه جنوب روستای تیرتاش و لمراسک واقع شده و این اثر در تاریخ ۱۴ اسفند ۱۳۸۵ با شمارهٔ ثبت ۱۷۷۹۲ به‌عنوان یکی از آثار ملی ایران به ثبت رسیده‌است.